# مقاطعات الإمبراطورية الروسية
اعتبرت أوبلاستات الإمبراطورية الروسية وحدات إدارية وجزء من المحافظات العامة. لقد كانت غالبية الأوبلاستات الموجودة آنذاك تقع على أطراف البلد (مثل أوبلاست كارس أو أوبلاست ترانسكاسبيان)، أو غطت المناطق التي عاش فيها القوزاق.

## القائمة
- أوبلاست أمور
- أوبلاست الأرمينية
- أوبلاست باتومي
- أوبلاست بيلوستوك
- أوبلاست بيسارابيا
- أوبلاست دون فواسكو
- أوبلاست داغستان
- أوبلاست زابايكالسكايا
- أوبلاست إيمريتينسكايا
- محافظة القوقاز
- أوبلاست كامتشاتكا
- أوبلاست كارس
- أوبلاست بحر قزوين
- أوبلاست كوانتونغ
- أوبلاس تكوبان
- أوبلاست أورينبورغ القرغيز
- أوبلاست أومسك
- أوبلاست بريمورسكايا
- أوبلاست سخالين
- أوبلاست توريدا (1783-1796)، ضم خانية القرم
- أوبلاست تارنوبولسكي
- أوبلاست تيريك
- أوبلاست تورغاي
- أوبلاست الأورال
- أوبلاست ياقوت

. أوبلاستات في ستيبنوي كراي
- أوبلاست أكمولا
- أوبلاست سيبيريا القرغيز
- أوبلاست سيميبالاتينسك

. أوبلاستات من تركستان الروسية
- أوبلاست ترانس كاسبيا
- أوبلاست سمرقند
- أوبلاست سير داريا
- أوبلاست تركستان
- أوبلاست فرغانة
- أوبلاست سيمريشي